# Sueña conmigo: la canción de tu vida
Sueña conmigo: la canción de tu vida è un album del cast di Sueña conmigo. Gli artisti che hanno dato la voce in più canzoni sono Eiza González e Santiago Ramundo.

## Tracce
Le tracce sono 12:
1. Sueña conmigo (Eduardo Frigeiro, Lolo Micucci, Jose Luis Teixido e Eduardo Gonodell) - Elenco cast
2. Soy tu super star (Eduardo Frigeiro, Lolo Micucci, Jose Luis Teixido e Eduardo Gonodell) - Eiza González
3. Cuando yo te vi (Eduardo Frigeiro, Lolo Micucci, Jose Luis Teixido e Eduardo Gonodell) - Eiza González e Santiago Ramundo
4. Hablan de mí (Eduardo Frigeiro, Lolo Micucci, Jose Luis Teixido e Eduardo Gonodell) - Brenda Asnicar
5. El circo de la vida - Santiago Ramundo, Gastón Soffritti, Felipe Villanueva, Santiago Talledo e Brian Vainberg
6. Dime que sí, dime que no - Eiza González
7. Como Perro y Gato(Eduardo Frigeiro, Lolo Micucci, Jose Luis Teixido e Eduardo Gonodell) - Eiza González
8. Siempre te esperaré - Brenda Asnicar
9. El Tren - Santiago Ramundo
10. Contigo Todo - Eiza González e Santiago Ramundo
11. Igual que yo - Vanesa Gabriela Leiro
12. El ritmo de mi gente - Eiza González e Santiago Ramundo